# The Years of Decay
The Years of Decay   é o quarto álbum da banda de thrash metal Overkill, lançado em 1989 via Atlantic e Megaforce Records. Foi o último álbum gravado com o guitarrista e compositor Bobby Gustafson.
O álbum chegou à posição 155  da Billboard 200 e, até 2000, já havia vendido 67 mil cópias nos Estados Unidos. Em agosto de 2014, a revista Revolver colocou The Years of Decay  em sua lista dos "14 álbuns de thrash que você precisa ter". Também aparece a lista dos melhores  "álbuns de thrash NÃO lançados pelo Big 4" feita pelo site Loudwire.

## História
O Overkill  passou cerca de um ano em turnê divulgando o disco. Em novembro/dezembro de 1989 a banda fez shows com Wolfsbane e Dark Angel, e no mês seguinte na Europa com Mordred. Eles também fizeram shows junto ao Testament, Excel, Vio-lence e Deceased em 1990.
Até hoje, todas as canções do álbum foram tocadas ao vivo, exceto  "Nothing to Die For". De acordo com o vocalista Bobby "Blitz" Ellsworth, "E.vil N.ever D.ies" é uma continuação da série de canções intituladas  "Overkill", presentes nos três discos anteriores da banda, mas não recebeu o nome de  "Overkill IV"; essa seria a última canção da série até aparecer "Overkill V... The Brand" no álbum  Immortalis (2007).
O álbum foi gravado com o famoso produtor Terry Date (Pantera, Deftones, White Zombie, Soundgarden). É caracterizado pela produção de som mais limpa da banda até a data, misturando a abordagem crua do álbum anterior, Under the Influence, com as estruturas das canções mais complexas e elementos épicos encontrados no segundo álbum, Taking Over. O álbum também contou com uma atmosfera mais séria e canções mais longas, incluindo a faixa-título com 8 minutos e "Playing With Spiders / Skullkrusher", fortemente influenciada pelo doom metal,  com 10 minutos de duração. A veloz "Elimination", uma das mais conhecidas da banda, foi lançada como single e videoclipe, recebendo boa divulgação  no programa Headbangers Ball da MTV. 

## Faixas
Todas as faixas são creditadas a Overkill.
| N.º | Título                              | Duração |  |
| 1.  | "Time to Kill"                      | 6:16    |  |
| 2.  | "Elimination"                       | 4:34    |  |
| 3.  | "I Hate"                            | 3:48    |  |
| 4.  | "Nothing to Die For"                | 4:22    |  |
| 5.  | "Playing With Spiders/Skullkrusher" | 10:09   |  |
| 6.  | "Birth of Tension"                  | 5:02    |  |
| 7.  | "Who Tends the Fire"                | 8:09    |  |
| 8.  | "The Years of Decay"                | 8:01    |  |
| 9.  | "E.vil N.ever D.ies"                | 5:49    |  |

## Formação
- Bobby "Blitz" Ellsworth     — vocal
- D.D. Verni     —  baixo
- Bobby Gustafson    — guitarra
- Sid Falck   — bateria

## Charts
Álbum - Billboard (América do norte)
| Ano  | Chart             | Posição |
| ---- | ----------------- | ------- |
| 1989 | The Billboard 200 | 155     |

## Páginas externas
- Discografia Overkill!!!